# Eva Pfarrhofer
Eva Pfarrhofer (Wenen, 29 mei 1928 – aldaar, 3 mei 2017) was een Oostenrijks schoonspringster. Pfarrhofer nam deel aan twee edities van de Olympische Zomerspelen: Helsinki 1952 en Melbourne 1956. Ze was in Oostenrijk een pionier op het gebied van synchroonzwemmen en was erelid van de nationale zwembond. Vrijwel haar hele familie was succesvol in de zwemsport.

## Biografie
Eva Pfarrhofer nam in 1952 deel aan de Olympische Zomerspelen in Helsinki en werd negende op de 10 meter toren. Ze won twee jaar later op de Europese kampioenschappen de bronzen medaille op hetzelfde onderdeel. Pfarrhofer was in 1955 met twee gouden medailles op de academische wereldkampioenschappen in San Sebastian nog succesvoller. Bij de Olympische Zomerspelen in Melbourne (1956) werd ze dertiende op de toren. In eigen land won ze in totaal veertien nationale kampioenschapstitels.
De in de Weense Staatsopera opgeleide balletdanseres huwde in 1957 met meervoudig Oostenrijks schoonspringkampioen Franz Worisch. Hun zoon Michael werd ook schoonspringer, dochter Alexandra echter synchroonzwemster, nadat haar moeder als choreografe in deze tak van sport baanbrekend werk had verricht. Alexandra volgde ook haar moeder in het werk als choreograaf bij het synchroonzwemmen. Kleindochter Nadine Brandl, dochter van Pfarrhofers andere dochter Tamara, zette de synchroonzwemtraditie van de familie met deelnames aan de Spelen van 2008 en 2012 voort, terwijl haar broer Fabian een succesvol schoonspringer is.
Pfarrhofer, sinds haar huwelijk heette ze Worisch, was net als haar echtgenoot druk met het dansensemble van de Staatsopera, werkte als choreograaf voor televisie en film en gaf les op het Wiener Institut für Sportwissenschaften. In 2008 werd Pfarrhofer geëerd voor haar lange staat van dienst in het bestuur van de Wener zwembond.

## Erelijst
- Europese kampioenschappen: 1x